# 霍華德縣 (密蘇里州)
霍華德縣（英語：Howard County）是美國密蘇里州中部的一個縣，位於密蘇里河北岸。面積1,219平方公里。根據美國2000年人口普查，共有人口10,212人。縣治費耶特（Fayette）。
成立於1816年3月1日。縣名紀念密蘇里準州州長本傑明·霍華德（Benjamin Howard）。